# Симрисхамн (община)
Община Симрисхамн (на шведски: Simrishamns kommun) е разположена в лен Сконе, югоизточна Швеция с обща площ 395 km2 и население 18 951 души (към 31 декември 2013). Административен център на община Симрисхамн е едноименния град Симрисхамн.